# Phenacopsyche larvalis
Phenacopsyche larvalis is een fossiele soort schietmot uit de familie Odontoceridae.